# جزیره نرگس
جزیره نرگس یا نرگسک نام جزیره‌ای در دریاچه طشک در استان فارس ایران است. این جزیره ۴ کیلومتر مربع مساحت دارد و ارتفاع بلندترین نقطه آن از سطح دریا ۱٬۶۳۵ متر است. جزیره نرگس بزرگ‌ترین جزیره دریاچه طشک می‌باشد.